# Harry Lewis Woods
Harry Lewis Woods (* 5. Mai 1889 in Cleveland, Ohio, auch bekannt als Harry L. Woods; † 28. Dezember 1968 in Los Angeles, Kalifornien) war ein US-amerikanischer Schauspieler.

## Leben
Woods war vor seiner Filmkarriere als Verkäufer tätig. Nach seiner Heirat 1911 mit Helen Hookberry zogen die beiden nach Akron, Ohio.
In den 1920er-Jahren begann Harry seine Filmarbeit für die Hal Roach Studios. Während seiner fast 40-jährigen Filmkarriere trat Woods in fast 250 Filmen auf. Aufgrund seiner beeindruckenden Körpergröße von zwei Metern wurde Woods sehr häufig als Filmschurke besetzt, überwiegend in Western der B-Kategorie. In größeren Filmproduktionen musste er sich oft mit nur kleinen Nebenrollen, die nicht im Abspann erwähnt wurden, begnügen. Seine bullige Statur wurde auch in einigen Filmen zu komödiantischen Zwecken eingesetzt, so legen sich Laurel und Hardy 1938 in ihrer Komödie Die Klotzköpfe versehentlich mit dem körperlich überlegenen Woods an. Ab den 1950er-Jahren stand Woods auch für einige Fernsehserien vor der Kamera, seine letzte Rolle übernahm er 1961 72-jährig als Gastdarsteller in der Westernserie Lawman.
Harry hatte mit Helen drei Söhne, von denen Harry Lewis Woods Jr. unter dem Pseudonym Craig Woods (1918–1974) ebenfalls als Schauspieler aktiv war. Harry Lewis Woods blieb bis zu seinem Tod mit Helen verheiratet und starb im Dezember 1968 mit 79 Jahren an einer Urämie.

## Filmographie (Auswahl)
- 1923: Don Quickshot of the Rio Grande
- 1923: The Steel Trail
- 1926: Der Rächer seiner Mutter (A Regular Scout)
- 1927: Ein Bandit von Ehre (Jesse James)
- 1928: Die Teufel der Nordsee (The Viking)
- 1931: Die Marx Brothers auf See (Monkey Business)
- 1931: Die Rancher-Fehde (The Range Fued)
- 1932: Überfall auf Silver City (Texas Gun Fighter)
- 1932: Gesetz und Ordnung (Law and Order)
- 1932: Jagd auf James A. (I Am a Fugitive from a Chain Gang)
- 1934: Wonder Bar
- 1934: Ein schwerer Junge (The St. Louis Kid)
- 1934: Die Schöne der neunziger Jahre (Belle of the Nineties)
- 1935: Goldfieber in Alaska (The Call of the Wild)
- 1935: Was geschah gestern? (Remember Last Night?)
- 1936: Der Held der Prärie (The Plainsman)
- 1936: Gefährliche Fracht (Human Cargo)
- 1937: Der Überfall auf den Goldexpress (Courage of the West)
- 1937: Ali Baba Goes to Town
- 1938: Laurel und Hardy: Die Klotzköpfe (Block-Heads)
- 1938: Der Freibeuter von Louisiana (The Buccaneer)
- 1939: Der Frechdachs von Arizona (The Arizona Wildcat)
- 1939: Der Mann mit der eisernen Maske (The Man with the Iron Mask)
- 1939: Drei Fremdenlegionäre (Beau Geste)
- 1940: Die Perlenräuber von Pago-Pago (South of Pago Pago)
- 1940: Der lange Weg nach Cardiff (The Long Voyage Home)
- 1940: The House of the Seven Gables
- 1941: Sheriff von Tombstone (Sheriff of Tombstone)
- 1942: Piraten im karibischen Meer (Reap the Wild Wind)
- 1942: Die Geheimwaffe (Sherlock Holmes and the Secret Weapon)
- 1944: Ali Baba und die vierzig Räuber (Ali Baba and the Forty Thieves)
- 1944: Mit Büchse und Lasso (Tall in the Saddle)
- 1946: Faustrecht der Prärie (My Darling Clementine)
- 1947: Die Todesreiter von Kansas (Trail Street)
- 1947: Das Doppelleben des Herrn Mitty (The Secret Life of Walter Mitty)
- 1947: Der Weg nach Rio (Road to Rio)
- 1947: Hyänen der Prärie (Wyoming)
- 1947: Black Gold
- 1947: Tycoon
- 1947: Brennende Grenze (The Fabulous Texan)
- 1948: Die Liebesabenteuer des Don Juan (Adventures of Don Juan)
- 1948: Der Superspion (A Southern Yankee)
- 1948: Der Herr der Silberminen (Silver River)
- 1948: Die rauhen Reiter der furchtlosen Legion (The Gallant Legion)
- 1949: Vogelfrei (Colorado Territory)
- 1949: Der Teufelshauptmann (She Wore a Yellow Ribbon)
- 1949: Ein Mann wie Sprengstoff (The Fountainhead)
- 1949: Konterbande (South of St. Louis)
- 1949: Kopfpreis 5000 Dollar (Hellfire)
- 1950: Gesetzlos (Backfire)
- 1952: Mann gegen Mann (Lone Star)
- 1953: Die Texas Rangers (Fernsehserie, eine Folge)
- 1953: Eisenbahndetektiv Matt Clark (Fernsehserie, 2 Folgen)
- 1956: Die zehn Gebote (The Ten Commandments)
- 1957–1960: Rauchende Colts (Fernsehserie, 2 Folgen)
- 1958: In Colorado ist der Teufel los (The Sheepman)
- 1958–1960: Wilder Westen Arizona (Tombstone Territory; Fernsehserie, 6 Folgen)